# Cala Goloritzé

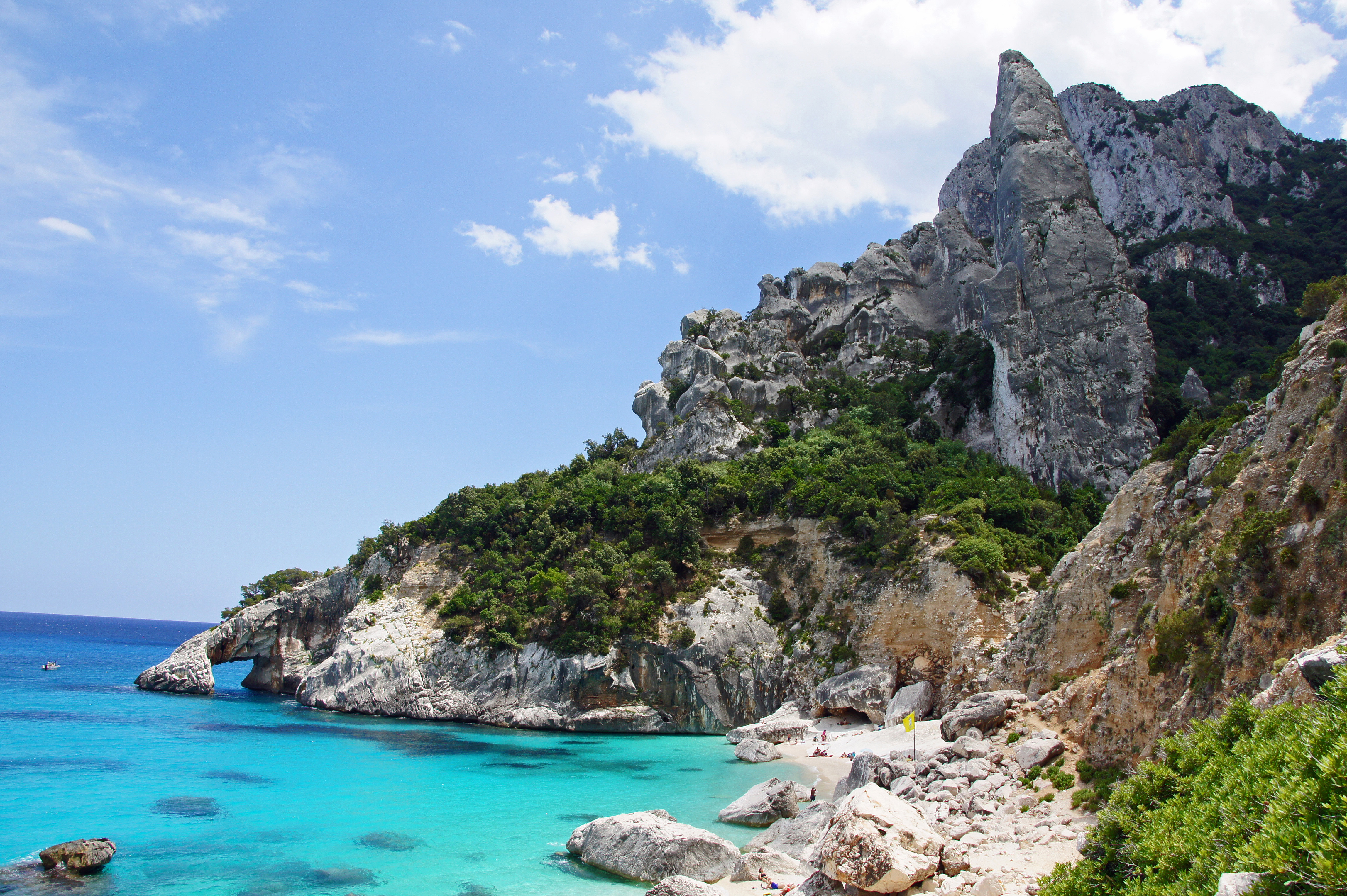
Panorama de Cala Goloritze

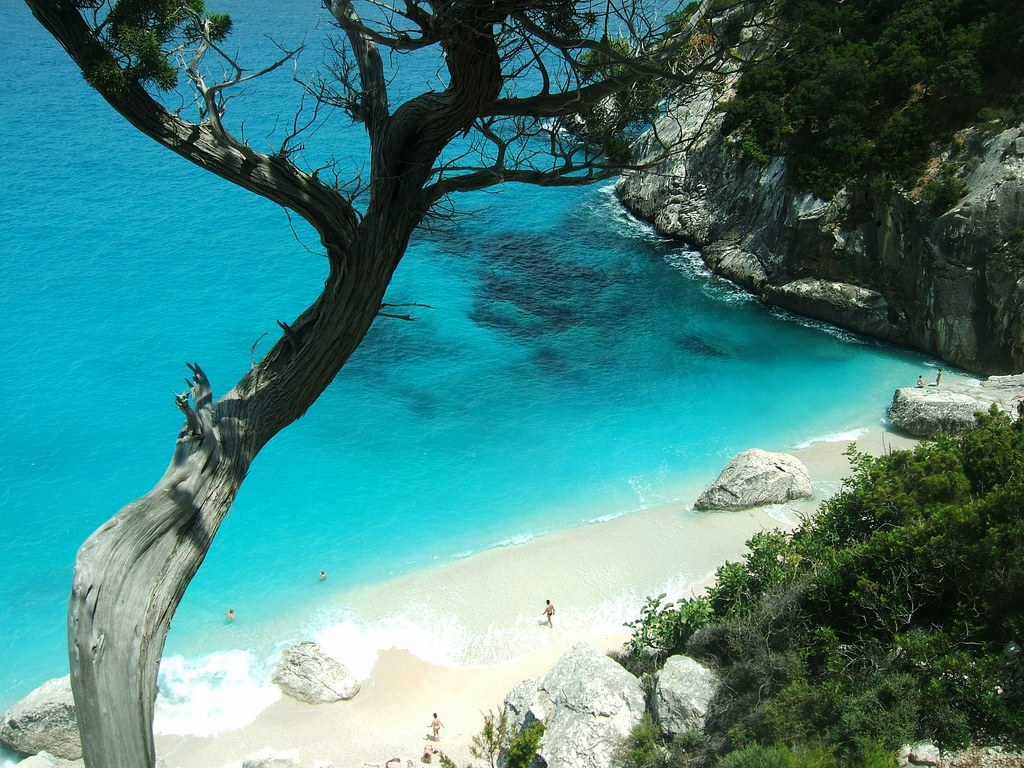
La plage de la Cala Goloritzé.

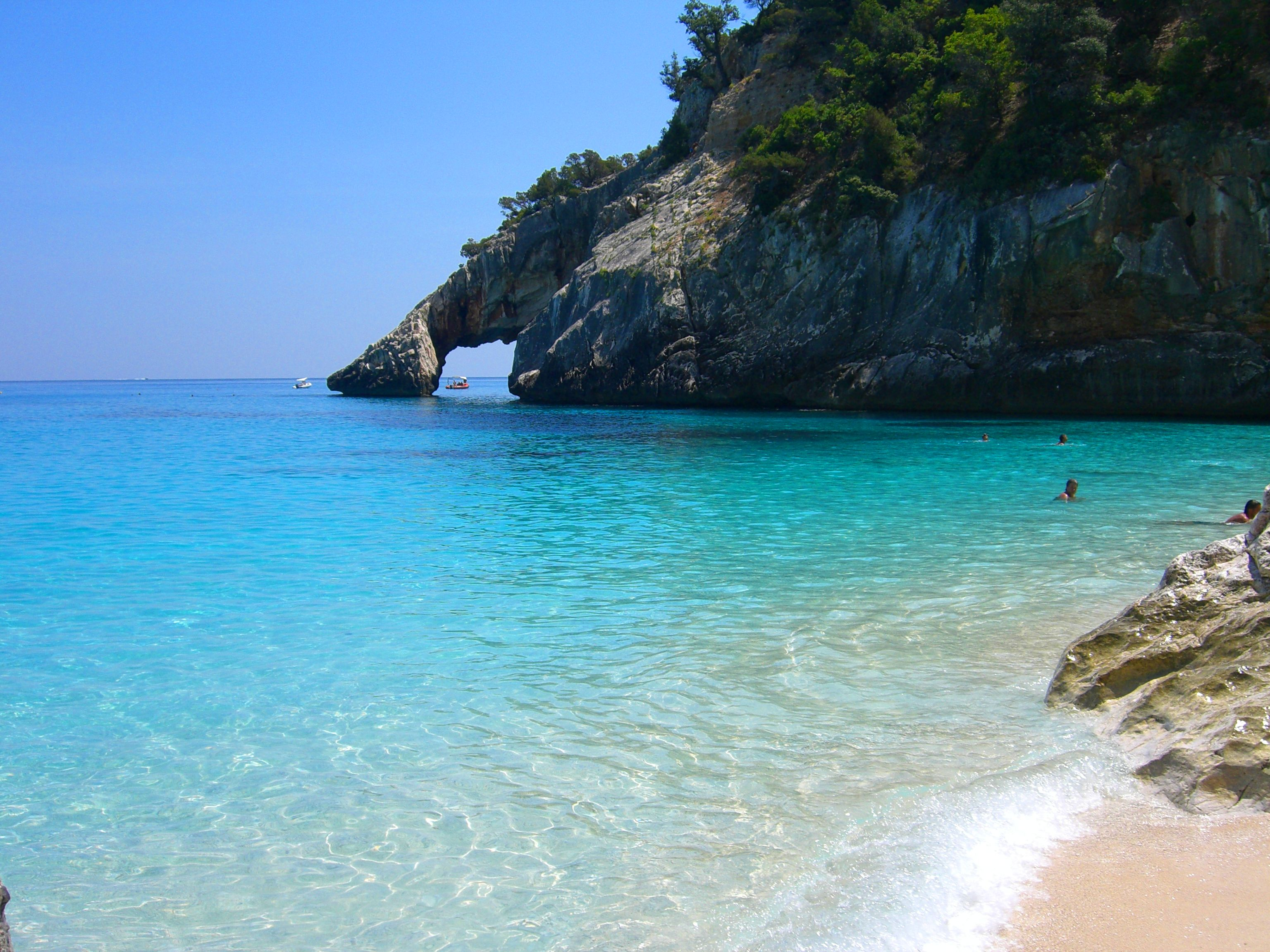
L'arche naturelle.

Cala Goloritzé est le nom d'une crique située sur le territoire de la commune de Baunei dans la partie sud du golfe d'Orosei (it) de la province de Nuoro en Sardaigne, située sur l'un des itinéraires de la randonnée en Sardaigne.

## Caractéristiques
La Cala est caractérisée par une arche naturelle et un stack calcaire dont la hauteur dépasse 140 mètres. Ce site est connu des grimpeurs pour ses voies d'escalade : la plus fameuse est la Sinfonia dei Mulini a vento (Symphonie des moulins à vent), ouverte par Manolo et Alessandro Gogna à la fin des années 1960. Dans une anfractuosité des rochers de la plage est présente aussi une source d'eau douce qui du sous-sol se déverse dans la mer. La plage est recouverte de petits galets blancs et de sable.

## Accès
Goloritzé est accessible par la mer, ou par un sentier qui depuis le plateau de Golgo rejoint la plage en deux heures de marche avec un dénivelé de 470 mètres. Actuellement et depuis l'été 2007, la proximité de la plage (100 mètres du rivage) est entièrement fermée au trafic des bateaux à moteur pour préserver le site de la pollution et de l'assaut des touristes.
En 1990, l'État italien a classé la Cala Goloritzé monument naturel.
Une association fait payer l'accès à la plage.  Jusqu'à 300 personnes y sont autorisées, alors que jusqu'à 800 personnes se présentent à la haute-saison. En 2019, chaque touriste doit payer 6€. L'association collecte ainsi jusqu'à 1800€ par jour, somme qui d'après les panneaux à l'entrée permettent de "protéger et nettoyer" une plage qui fait environ 150m de long pour 30m de large.